# Els estiuejants
Estiu (rus: Дачники ) és una obra de teatre de Maksim Gorki escrita el 1904 i publicada per primera vegada el 1905 per Znaniye (1904 Znaniye Anthology, llibre tres), a Sant Petersburg.
Plena de personatges que "...podrien haver estrenada d'un món txekhovià", té lloc l'any 1904, el mateix any en què va morir Anton Txékhov. L'obra dramatitza la classe social burgesa russa i els canvis que es produeixen al seu voltant. A Rússia l'obra es va estrenar el 10 de novembre de 1904 al Teatre Komissarzhevskaya de Sant Petersburg.
L'estrena britànica de l'obra la va oferir la Royal Shakespeare Company a l’Aldwych Theatre de Londres el 27 d'agost de 1974. Va ser dirigit per David Jones, que va introduir diverses de les obres de Gorki a Gran Bretanya.
Nick Dear va adaptar l'obra per a una producció a l'escenari Olivier de Londres, part del Royal National Theatre, el 1999.

## Premis associats
- El Royal National Theatre de Londres va produir Estiu el 1999.[7] Trevor Nunn va guanyar el 22 de novembre de 1999 el premi Evening Standard de 1999 al "Millor director" per El marxant de Venècia i Estiu.[8] També va guanyar els Critics' Circle Theatre Awards i el Laurence Olivier Award al "Millor Director".[7]